# Nivolas-Vermelle
Nivolas-Vermelle is een gemeente in het Franse departement Isère (regio Auvergne-Rhône-Alpes). De plaats maakt deel uit van het arrondissement La Tour-du-Pin. Nivolas-Vermelle telde op 1 januari 2022 2.716 inwoners. 

## Geografie
De oppervlakte van Nivolas-Vermelle bedroeg op 1 januari 2022 6,09 vierkante kilometer; de bevolkingsdichtheid was toen 446 inwoners per km².

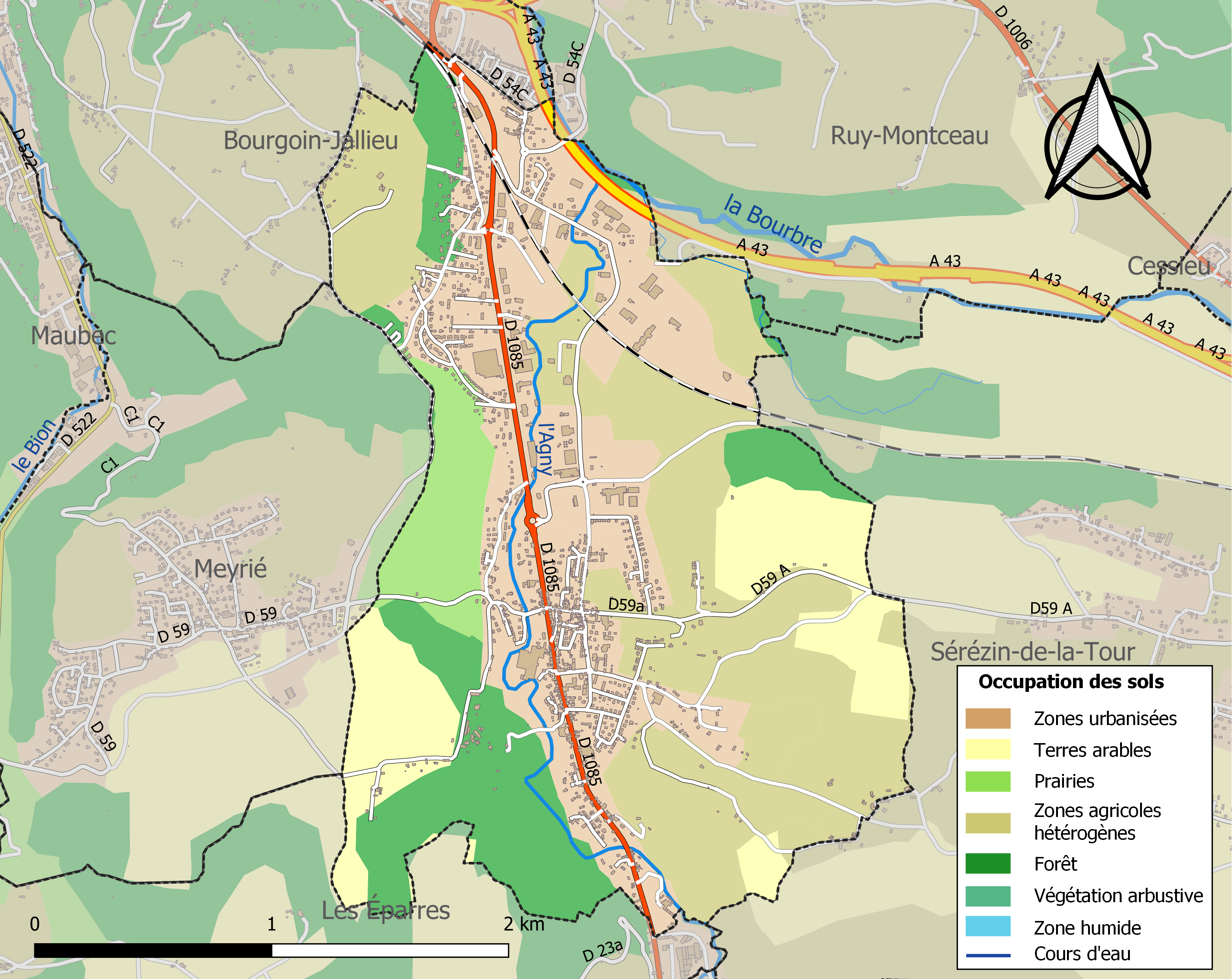
Kaart van de gemeente met de belangrijkste infrastructuur, bodemgebruik en omliggende gemeenten

## Demografie
Onderstaande figuur toont het verloop van het inwonertal (bron: INSEE-tellingen).